# Kabinett Çiller III
Das Kabinett Çiller II war die 52. Regierung der Türkei, die vom 30. Oktober 1995 bis zum 6. März 1996 durch Ministerpräsidentin Tansu Çiller geleitet wurde.
Die Wahl im Oktober 1991 hatte die Doğru Yol Partisi (DYP) unter Süleyman Demirel gewonnen. Die DYP ging mit der Sosyaldemokrat Halkçı Parti (SHP) eine Koalition ein und DYP-Parteivorsitzender Süleyman Demirel wurde neuer Ministerpräsident. Am 16. Mai 1993 wurde Süleyman Demirel zum Nachfolger des plötzlich verstorbenen Staatspräsidenten Turgut Özal gewählt. Am 13. Juni 1993 wählte die DYP Tansu Çiller zu neuen Parteivorsitzenden und am 25. Juni wählte sie die Koalition zur neuen Ministerpräsidentin des Landes.
1992 wurde die nach dem Militärputsch 1980 verbotene Cumhuriyet Halk Partisi (CHP) wiedergegründet und Deniz Baykal zum Vorsitzenden gewählt. In der Folge schlossen sich mehrere SHP-Abgeordnete unter Baykals Führung zu einer eigenen Parlamentsgruppe zusammen. Am 18. Februar 1995 wurde die SHP schließlich aufgelöst und die Mitglieder traten zur CHP über. Baykal stellte zur Fortsetzung der Koalition harte Forderungen an die DYP. Als er sich im aufgrund einer Wirtschaftskrise eskalierenden Tarifkonflikt an die Seite der Gewerkschaften stellte, platzte die Regierung. Die CHP kündigte ihren Rückzug aus der Koalition an und Çiller reichte am 20. September 1995 ihren Rücktritt ein. Demirel beauftragte Çiller erneut mit der Regierungsbildung. Die regierende DYP setzte eine Übergangsregierung ein und verhandelte mit der MHP von Alparslan Türkeş und der Demokratik Sol Parti (DSP) für ein Minderheitskabinett, doch die Vertrauensabstimmung am 15. Oktober 1995 ging verloren. Für den Dezember wurden vorzeitige Neuwahlen angesetzt.
Baykal erklärte sich daraufhin bereit, mit seiner CHP für eine Übergangsregierung zur Verfügung zu stehen. Die Wahl vom 24. Dezember 1995 gewann die islamische Refah Partisi (RP). Çillers DYP wurde hinter der Anavatan Partisi (ANAP) nur drittstärkste Kraft. Da sich die anschließende Regierungsbildung schwierig gestaltete, blieb die Übergangsregierung bis 6. März des folgenden Jahres im Amt.

## Minister
| Titel                                                     | Name                                 | Partei                               | Amtszeit                                                              |
| --------------------------------------------------------- | ------------------------------------ | ------------------------------------ | --------------------------------------------------------------------- |
| Ministerpräsidentin                                       | Tansu Çiller                         | DYP                                  |                                                                       |
| Stellvertretender Ministerpräsident Außenminister         | Deniz Baykal                         | CHP                                  |                                                                       |
| Staatsminister                                            |                                      |                                      |                                                                       |
| Necmettin Cevheri                                         | DYP                                  |                                      |                                                                       |
| Cavit Çağlar                                              | DYP                                  |                                      |                                                                       |
| Abdülkadir Ateş                                           | CHP                                  |                                      |                                                                       |
| Aykon Doğan                                               | DYP                                  |                                      |                                                                       |
| Ali Dinçer                                                | CHP                                  |                                      |                                                                       |
| Ayvaz Gökdemir                                            | DYP                                  |                                      |                                                                       |
| Ali Münif İslamoğlu                                       | DYP                                  |                                      |                                                                       |
| Adnan Ekmen                                               | CHP                                  |                                      |                                                                       |
| Coşkun Kırca                                              | DYP                                  | 30. Oktober 1995 – 6. Februar 1996   |                                                                       |
| Ömer Barutçu                                              | DYP                                  |                                      |                                                                       |
| Mehmet Sevigen                                            | CHP                                  |                                      |                                                                       |
| Işılay Saygın                                             | DYP                                  | 30. Oktober 1995 – 23. Februar 1996  |                                                                       |
| Mehmet Alp                                                | CHP                                  |                                      |                                                                       |
| Selim Ensarioğlu                                          | DYP                                  |                                      |                                                                       |
| Bekir Sami Daçe                                           | DYP                                  | 31. Oktober 1995 – 29. November 1995 |                                                                       |
| Justizminister                                            | Bekir Sami Daçe Firuz Çilingiroğlu   | DYP parteilos                        | 30. Oktober 1995 – 31. November 1995 31. Oktober 1995 – 6. März 1996  |
| Verteidigungsminister                                     | Vefa Tanır                           | DYP                                  |                                                                       |
| Innenminister                                             | Nahit Menteşe Teoman Ünüsan          | DYP parteilos                        | 30. Oktober 1995 – 31. Oktober 1995 31. Oktober 1995 – 6. März 1996   |
| Finanzminister                                            | İsmet Atilla                         | DYP                                  |                                                                       |
| Bildungsminister                                          | Turhan Tayan                         | DYP                                  |                                                                       |
| Minister für öffentliche Arbeiten und Siedlungswesen      | Adnan Keskin                         | CHP                                  |                                                                       |
| Minister für Gesundheit und Sozialhilfe                   | Doğan Baran                          | DYP                                  |                                                                       |
| Verkehrsminister                                          | Ali Şevki Erek Oğuz Tezmen           | DYP parteilos                        | 30. Oktober 1995 – 31. Oktober 1995 31. Oktober 1995 – 6. März 1996   |
| Minister für Arbeit und soziale Sicherheit                | Mustafa Kul                          | CHP                                  |                                                                       |
| Minister für Industrie und Handel                         | Fuat Çay                             | CHP                                  |                                                                       |
| Minister für Kultur                                       | Fikri Sağlar                         | CHP                                  |                                                                       |
| Minister für Tourismus                                    | İrfan Gürpınar                       | DYP                                  |                                                                       |
| Minister für Energie und natürliche Ressourcen            | Şinasi Altınel                       | DYP                                  |                                                                       |
| Minister für Landwirtschaft und dörfliche Angelegenheiten | Nafiz Kurt                           | DYP                                  |                                                                       |
| Minister für Forsten                                      | Hasan Ekinci                         | DYP                                  |                                                                       |
| Umweltminister                                            | Ahmet Hamdi Üçpınarlar Işılay Saygın | DYP                                  | 30. Oktober 1995 – 7. Februar 1996 23. Februar 1996 – 6. Februar 1996 |